# Centris insularis
Centris insularis är en biart som beskrevs av Smith 1874. Centris insularis ingår i släktet Centris och familjen långtungebin. Inga underarter finns listade.